# Warrens
Warrens és una població dels Estats Units a l'estat de Wisconsin. Segons el cens del 2000 tenia 286 habitants.

## Demografia
Segons el cens del 2000, Warrens tenia 286 habitants, 113 habitatges, i 76 famílies. La densitat de població era de 187,2 habitants per km².
Dels 113 habitatges en un 29,2% hi vivien nens de menys de 18 anys, en un 47,8% hi vivien parelles casades, en un 13,3% dones solteres, i en un 32,7% no eren unitats familiars. En el 24,8% dels habitatges hi vivien persones soles el 13,3% de les quals corresponia a persones de 65 anys o més que vivien soles. El nombre mitjà de persones vivint en cada habitatge era de 2,53 i el nombre mitjà de persones que vivien en cada família era de 3,07.
Per edats la població es repartia de la següent manera: un 26,6% tenia menys de 18 anys, un 10,1% entre 18 i 24, un 26,6% entre 25 i 44, un 21,7% de 45 a 60 i un 15% 65 anys o més.
L'edat mediana era de 36 anys. Per cada 100 dones de 18 o més anys hi havia 94,4 homes.
La renda mediana per habitatge era de 29.464 $ i la renda mediana per família de 37.500 $. Els homes tenien una renda mediana de 26.932 $ mentre que les dones 16.607 $. La renda per capita de la població era de 13.005 $. Aproximadament l'1,4% de les famílies i el 10,7% de la població estaven per davall del llindar de pobresa.

## Poblacions més properes
El següent diagrama mostra les poblacions més properes.